# Epimadiza nigricoxa
Epimadiza nigricoxa är en tvåvingeart som beskrevs av Curtis W. Sabrosky 1947. Epimadiza nigricoxa ingår i släktet Epimadiza och familjen fritflugor.
Artens utbredningsområde är Kenya. Inga underarter finns listade i Catalogue of Life.